# Estefânia Macieira
Estefânia Macieira (Rio de Janeiro, Brasil, 15 de setembro de 1880 - Lisboa, Portugal, 1957), também referida pelo nome Estefânia de Macedo Dias Macieira, foi uma ativista feminista, sufragista e benemérita portuguesa, reconhecida por ter desempenhado o cargo de secretária-geral no movimento de beneficência e de apoio aos militares portugueses, a Cruzada das Mulheres Portuguesas, durante a Primeira Guerra Mundial.

## Biografia

### Nascimento e Família
Nascida em 1880, sob o nome de baptismo de Estefânia de Macedo Dias, no Rio de Janeiro, Brasil, era filha de José Joaquim Dias, empresário da alta burguesia e emigrante português, responsável pela primeira fábrica mecânica de sapatos na localidade, e de Matilde Flora de Macedo, de nacionalidade brasileira. Era ainda irmã de Elvira de Macedo Dias (1884-1965), que posteriormente se casou com o neurocirurgião português e vencedor do Prémio Nobel de Medicina António Egas Moniz (1874-1955), e prima da atriz, radialista, encenadora e declamadora de poesia Germana Tânger (1920-2018). Muito jovem, ficou órfã de ambos os seus pais, partindo pouco depois com a sua irmã para Lisboa, onde foi criada e educada pelos seus tios.

### Casamento
Casou-se com António Caetano Macieira Júnior (1875-1918), advogado, director do diário O Tempo, militante do Partido Republicano Português, deputado na Assembleia Constituinte de 1911, Ministro da Justiça e Ministro dos Negócios Estrangeiros, passando a viver após o matrimónio com o seu marido numa casa com fachada no estilo art noveau, desenhada pelo arquiteto Ernesto Koorodi e distinguida com o Prémio Valmor em 1910, localizada na Avenida Fontes Pereira de Melo, em Lisboa.
Do seu matrimónio teve duas filhas, Maria Elvira de Macedo Dias Macieira Magalhães Diogo (1905-1978) e Maria Matilde de Macedo Dias Macieira e Araújo Coelho (1902-1995), que anos mais tarde se casou com o cardiologista e professor universitário Eduardo Carneiro de Araújo Coelho (1896-1974).
Após enviuvar em 1918, Estefânia Macieira passou a residir num prédio de rendimento que a família possuía, localizado no nº 5 da Rua Viriato, em Lisboa, sendo o edifício também da autoria de Ernesto Koorodi e galardoado com o Prémio Valmor em 1917, e a partir de 1928 numa residência que mandou construir, da autoria de António Rodrigues Silva Júnior, localizada na Rua de São Sebastião da Pedreira.

### Ativismo
De ideais republicanos e defensora dos direitos da mulher, durante a Primeira República Portuguesa, Estefânia Macieira travou amizade e correspondência com várias figuras da esfera política portuguesa e internacional, como Afonso Costa, Augusto de Vasconcelos, Bernardino Machado, Elzira Dantas Machado, João de Melo Barreto, Ana de Castro Osório, General Norton de Matos, Ester Norton de Matos, António Maria da Silva, Ana Augusta de Castilho, Maria Veleda, Amélia Trancoso Leote do Rego, Eugène Boris ou ainda o senador italiano Angelo Pavia, tendo acompanhado o seu marido nas várias viagens que este realizou com a comitiva republicana portuguesa a Paris, Madrid e Roma.
Posteriormente, decidida a prestar apoio moral e material aos militares que haviam sido mobilizados pelo Corpo Expedicionário Português, durante a Primeira Guerra Mundial, e às suas famílias que haviam aderido ao esforço de guerra e/ou necessitavam de ajuda, não tendo à época direitos que garantissem a sua independência financeira, o livre acesso à educação ou a uma profissão da sua escolha, Estefânia Macieira aderiu à Cruzada das Mulheres Portuguesas (CMP), assumindo, ao lado de Palmira Pádua, o cargo de secretária geral do movimento de beneficência exclusivamente feminino. Nos anos seguintes, tornou-se responsável pela criação do núcleo do movimento em Angola e na correspondência com vários movimentos e associações femininos e feministas de França.